# حمض البيروفيك
حمض البيروفيك هو أبسط الأحماض الكيتونية ألفا. وبذلك فهو حامل لمجموعتين وظيفيتين، إحداهما كربوكسيلية والأخرى كيتونية، ومكون من ثلاث ذرات كربون. ويلعب دور هام في العمليات الكيميائية الحيوية.
صيغته الكيميائية هي CH3COCO2H. ويُعَدُّ البيروفات، قاعدته المُرافِقة.
يعرف الأنيون الكربوكسيلي لحمض البيروفيك باسم بيروفات.

## الكيمياء
حمض البيروفك سائل عديم اللون رائحته تشبه رائحة حمض الخليك، يختلط البيروفك بالماء ويذوب في الكحول والإيثر. يمكن تحضير حمض البيروفك في المعمل أما بتسخين مخلوط من حمض الطرطريك وثنائي كبريتات البوتاسيوم أو بالتحليل المائي لسيانيد الأسيتيل والذي يتكون بتفاعل كلوريد الأسيتيل مع سيانيد البوتاسيوم:
CH3COCl + KCN → CH3COCN
CH3COCN → CH3COCOOH

## أهميته البيولوجية

صيغة تركيب جزيء بيروفات Pyruvat

الجزءالموجب لجزييء بيروفات يكوّن جزءا هاما كناتج وسطي في عملية الأيض التي تتم سواء في الهواء بوجود الأكسجين aerob أو في عدم وجود الأكسجين anaerob في الخلايا.
يتواجد مثلا في سيتوبلازما الخلايا عندما ينقسم جزيء جلوكوز إلى 2 جزيء بيروفات. تلك جزيئات البروفات يمكن أن تنتج طاقة في حالة قيام العضلة بالحركة، فتتحول طاقة البيروفات مباشرة إلى طاقة حركة. وفي حالة عدم الحركة (عدم استخدام العضلات) يمكن للجسم تخزين طاقة البروفات في خلايا العضلة، ويتم ذلك بأن تدخل جزيئات البيروفات فيما يسمى دورة حمض الستريك ثم بعدها إلى سلسلة تنفس في متقدرة الخلية ليحترق تماما (يتأيض) في وجود الأكسجين (الآتي من الدم) ويعطي طاقته إلى أدينوسين ثلاثي الفوسفات ATP ؛ الذي يعتبر «بطارية الخلية» التي تمد الخلية بطاقتها المخزونة.